# Памятник русским воинам (Евпатория)
Памятник русским воинам в Евпатории — памятник, установленный караимами Евпатории на могиле русских воинов, павших при штурме Евпатории 5 (17) февраля 1855 во время Крымской войны. Находится возле станции «Евпатория-Товарная», на углу улиц Эскадронной и 2-й гвардейской армии.

## Описание

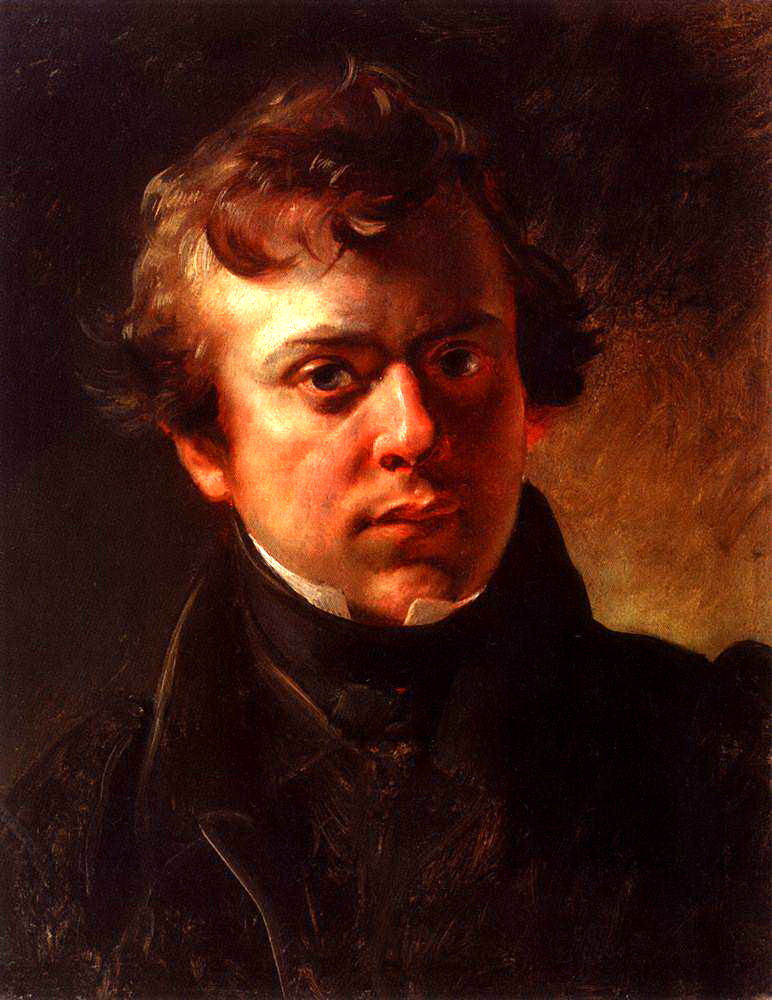
Архитектор А. М. Горностаев, портрет кисти К. Брюлова

Автор проекта (предположительно 1857 года) — академик и профессор Императорской Академии художеств А. М. Горностаев.
Памятник представляет собой белую мраморную четырёхгранную колонну высотой 4,5 метра. На гранях выгравированы надписи на русском и древнееврейском языках.

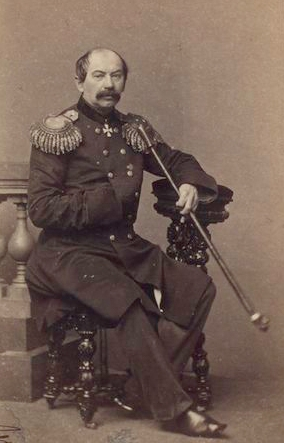
Генерал-лейтенант С. А. Хрулёв

Храбрымъ защитникамъ веры, царя и отечества, павшимъ здесь 5 февраля 1855 года. В память потомству сооруженъ усердиемъ евпаторийскаго караимскаго общества въ 1858 году.
פה ינוח הגבורים אנשי חיל רוססייא אשר הסגירו נפשם למות בעד דתם מלכם וארץ מולדתם 5 פווראל 1855 ולזכרון לדור אחרון הוקם עליהם הציון הלז מאת בני מקרא הדרים פה גוזלווא בשנת 1858 למספר הנוצרום
Здесь покоятся доблестные русские воины, которые отдали свои души за веру, царя и отечество, 5 февраля 1855. И в память грядущему поколению установленный им этот памятник бене микра (караимами), что живут здесь, в городе Кезлеве, в 1858 году по летоисчислению христиан.

## История
В сентябре 1854 года англо-франко-турецкая армия заняла Евпаторию. В феврале 1855 года российскими войсками под командованием генерал-лейтенанта С. А. Хрулёва был проведён штурм города, который был неудачным из-за артиллерийской поддержки англо-французской эскадры с рейда. Русские войска понесли большие потери — 769 человек убитыми и раненными.
Изначально колонна была без креста, что решил исправить в 1861 году Благочинный Севастопольского округа протоиерей А. Демьянович, отправив в Караимское Духовное Правление соответствующее письмо. В ответе отмечалось, что караимы не считают памятник своей собственностью, поэтому крест можно было установить. За год, на средства купца Хрисонопуло, памятник был осенён крестом, с участием Алексия (Молчанова), епископа Таврического и Симферопольского.

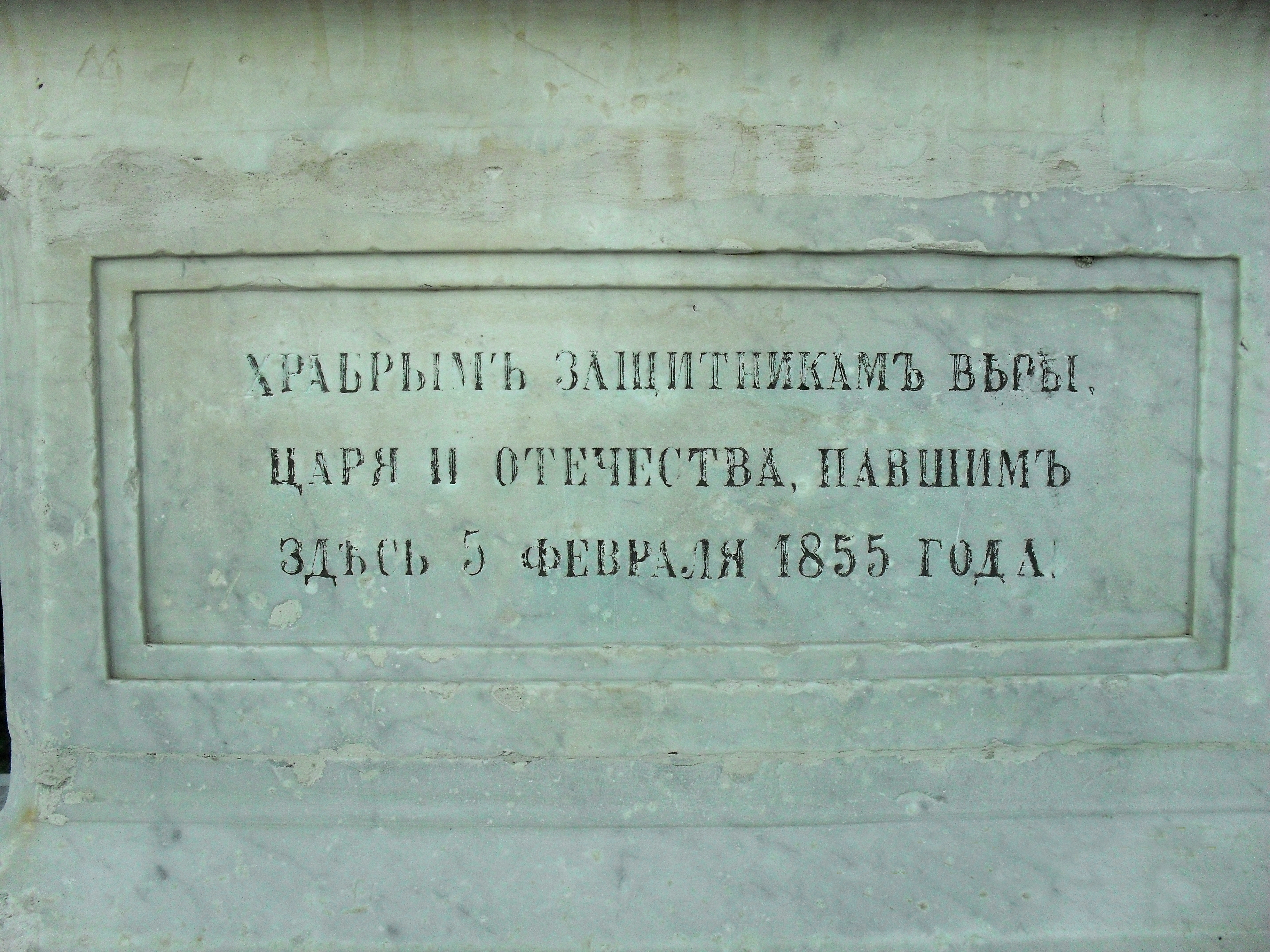
Одна из надписей на мраморных досках

В 1904 году бронзовый позолоченный крест был похищен, отлили новый — чугунный, который напоминал предыдущий. В 1971 году, во время обновления Старовокзальной улицы (2-й Гвардейской армии) памятник был перенесён на 100 метров. Братская могила осталась без обозначения, а ограждение заменили корабельными орудиями. В 1974 году мэр города распорядился убрать крест, но в 1981 году он был восстановлен благодаря краеведу Л. И. Кая. В сентябре 2003 года монумент был возвращён на исходное место.
В Российской Федерации с 2016 года охраняется как региональный объект культурного наследия  Объект культурного наследия народов РФ регионального значения. Рег. № 911710841120005 (ЕГРОКН). Объект № 8230229000 (БД Викигида).